# Bunaeopsis vau
Bunaeopsis vau är en fjärilsart som beskrevs av Fawcett 1915. Bunaeopsis vau ingår i släktet Bunaeopsis och familjen påfågelsspinnare. Inga underarter finns listade i Catalogue of Life.